# AEK Athen (Frauenvolleyball)
Der Frauenvolleyballabteilung des AEK Athen besteht seit 1995. Der Verein hat eine griechische Meisterschaft (2011–12), einen griechischen Pokal (2022–23) und einen griechischen Superpokal (2011–12) gewonnen.

## Geschichte
Der Frauenvolleyballclub wurde 1930 gegründet, aber nach einigen Jahren wieder aufgelöst. Er wurde 1995 nach einer Fusion mit der Alsoupolis-Gruppe wieder gegründet und trat zum ersten Mal in die lokale Athener Meisterschaft ein. Der Verein arbeitete sich allmählich bis zur A1 Ethniki vor, war jedoch nicht vollständig auf den Wettbewerb in der höchsten professionellen Division vorbereitet und wurde relegiert.
In der Saison 2003–04 trat der Verein in der zweiten professionellen Division an. Der Verein wurde in die A1 Ethniki aufgestiegen, nachdem er die zweite professionelle Division der Saison 2005–06 gewonnen hatte.
In der Saison 2011–12 gewann AEK zum ersten Mal in seiner Geschichte die A1 Ethniki gegen Panathinaikos.  Zudem sicherten sie sich auch den griechischen Superpokal 2011–12 gegen Olympiakos.
Am 11. März 2023 gewann der Verein den ersten griechischen Pokal gegen Panathinaikos in Arta. Dies war der dritte nationale Titel der höchsten Liga für die Frauenabteilung.

### Europa-Bewerbe
- CEV Women's Challenge Cup
  - Quarter–Finals (1): 2011–12

## Trainer
- Apostolos Oikonomou
- Manolis Roumeliotis
- Yunus Öçal